# 若狭忠清
若狭 忠清（わかさ ただきよ）は、鎌倉時代中期の武将。若狭忠季の子。通称は四郎、法名は定連。

## 略歴
承久の乱で戦死した父・忠季の跡を継ぎ、若狭国守護および同国遠敷・三方両郡の総地頭などに任命され、地頭領主制を推し進め、同国における若狭氏支配の基礎を築いた。しかし、東寺領の太良荘では荘官の定宴や有力百姓と度々相論に至り、寛元元年（1243年）、地頭の非法を訴える百姓らと六波羅探題で対決したが、荘民側の全面勝訴の判決に基づき地頭代罷免の裁決を受けた。また、宝治元年（1247年）には荘務権をめぐる預所代定宴との相論においても「地頭之違乱」とされ敗北し、太良荘の地頭支配は一旦挫折した。